# David J. Anderson
David J. Anderson (Estados Unidos, 1956) es un neurobiólogo estadounidense.

## Biografía
Es investigador del Instituto Médico Howard Hughes. Su laboratorio se encuentra en el Instituto Tecnológico de California, donde actualmente ocupa el puesto de Profesor de Biología Seymour Benzer, Presidente de Liderazgo y Director de TianQiao y Chrissy Chen, Instituto de Neurociencia TianQiao y Chrissy Chen. Anderson es asesor fundador del Instituto Allen para la Investigación del Cerebro, un instituto de investigación sin fines de lucro financiado por el fallecido Paul G. Allen, y encabezó el esfuerzo inicial del Instituto para generar un mapa completo de la expresión genética en el cerebro del ratón.
Es autor de The Neuroscience of Emotion: A New Synthesis con el neurocientífico de Caltech Ralph Adolfs. Anderson recibió un Premio Presidencial para Jóvenes Investigadores de la NSF en 1986, el Premio Alden Spencer de 1999 de la Universidad de Columbia y un Premio al Investigador Distinguido Paul G. Allen en 2010. En 2017, ganó el 17º Premio de Neurociencia Perl-UNC y en 2018, ganó el Premio Edward M. Scolnick en Neurociencia.
El trabajo de Anderson (mediados de la década de 1980 y principios de los 2000) se centró en el desarrollo y la función del sistema nervioso, en particular el mecanismo de determinación del destino de las células madre neurales. El objetivo de su laboratorio es diseccionar genes y circuitos neuronales que subyacen a comportamientos innatos y estados emocionales asociados, como el miedo y la agresión. En Caltech, Anderson ha supervisado proyectos como el estudio de la agresión en moscas de la fruta. También ha estudiado los mecanismos del miedo y el tacto, y la actividad neuronal en el cerebro de ratones durante comportamientos sociales como el apareamiento y la agresión.
Fue elegido miembro de la Academia Estadounidense de las Artes y las Ciencias en 2002. En 2007, fue elegido miembro de la Academia Nacional de Ciencias.